# Amahei
Het kamp in Amahei, ook wel bekend als Java III 3D en Julianakamp, was een militair kampement op het eiland Seram (Ceram). Dit kampement was tijdens de Japanse bezetting van Nederlands-Indië in de periode van 30 april 1943 tot 21 oktober 1943 een krijgsgevangenenkamp. Amahei ligt op de zuidkust van Seram, aan de Elpapoetih-baai.
Omdat de krijgsgevangenen op Seram aankwamen op de verjaardag van prinses Juliana, werd het kamp ook wel Julianakamp genoemd. Het kamp bestond uit zelfgebouwde barakken, bamboe en atap. Het kamp was omheind met prikkeldraad.
Bij Amahei werden de krijgsgevangenen tewerkgesteld bij de aanleg van een nieuw vliegveld. Het betrof ongeveer een 1000-tal Nederlandse krijgsgevangenen uit Batavia die met de boot Kunitama Maru via Ambon naar Seram werden gebracht. Na de voltooiing van het vliegveld werden ze met verschillende prauws tussen 11 oktober 1943 en 21 oktober 1943 overgebracht naar het krijgsgevangenenkamp Haroekoe in de stad Palao op het eiland Haroekoe.